# Bipirámide pentagonal
En geometría, la bipirámide pentagonal es la tercera del conjunto infinito de bipirámides isoédricas. 
Las distintas bipirámides son los duales de los respectivos prismas uniformes.
Si las caras son triángulos equiláteros, también se trata de un sólido de Johnson (J13). Puede verse como dos pirámides pentagonales (J2) unidas por la base pentagonal. 
Al ser un sólido de Johnson, es un deltaedro convexo. Aunque es isoédrico, no es un sólido platónico, ya que algunos vértices unen cuatro caras y otros unen cinco.

El decimotercer sólido de Johnson está formado por 10 triángulos equiláteros.

## Fórmulas

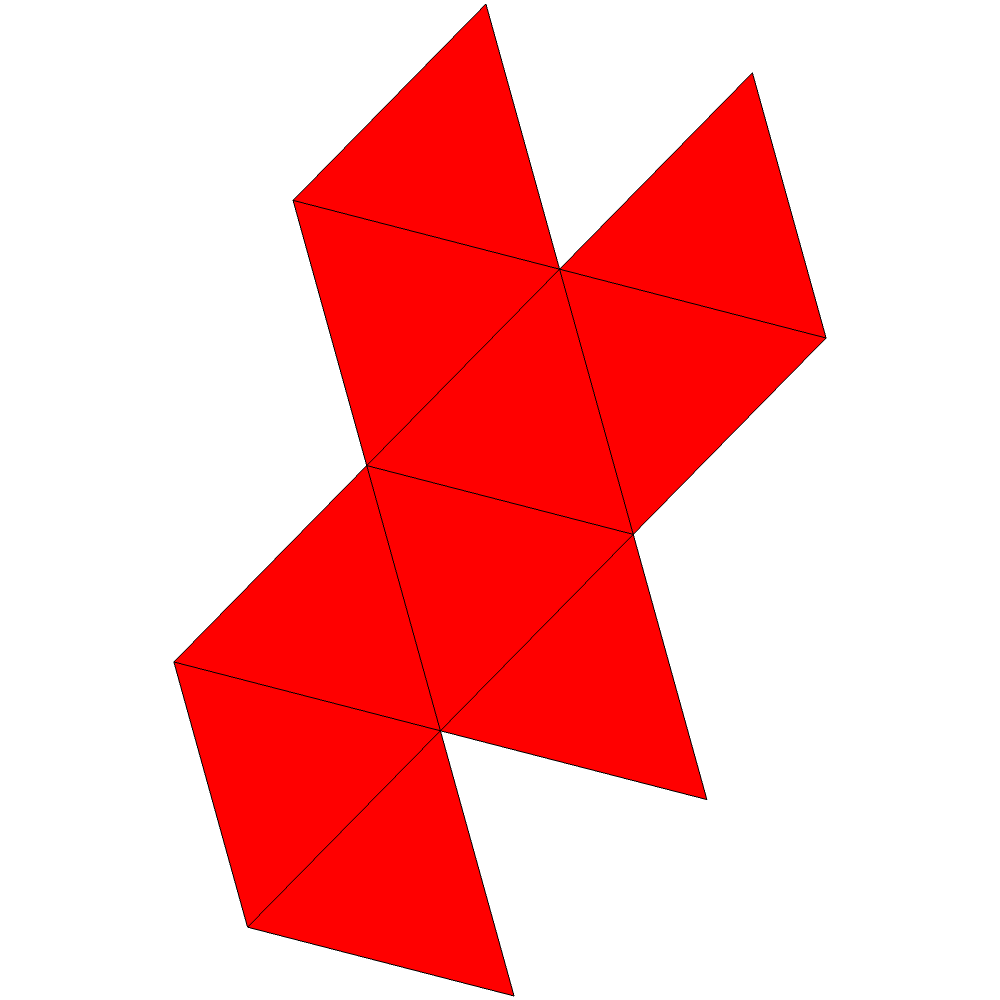
Desarrollo plano de una bipirámide pentagonal

Fórmulas de la altura ({\displaystyle H}), área ({\displaystyle A}) y volumen ({\displaystyle V}) de la bipirámide pentagonal con caras regulares (sólido de Johnson) y aristas de longitud {\displaystyle L}:
{\displaystyle H=L\cdot {\sqrt {2-{\frac {2}{\sqrt {5}}}}}\approx L\cdot 1.0514622242}
{\displaystyle A=L^{2}\cdot {\frac {5{\sqrt {3}}}{2}}\approx L^{2}\cdot 4.330127019}
{\displaystyle V=L^{3}\cdot {\frac {5+{\sqrt {5}}}{12}}\approx L^{3}\cdot 0.6030056648}